# オスティアの海戦
オスティアの海戦（英語: Battle of Ostia，イタリア語: Battaglia di Ostia）は、849年にローマの外港オスティア沖で、サラセン人の海賊と教皇軍・ナポリ軍・アマルフィ軍・ガエータ軍から成るイタリア人連合軍の間で行われた海戦。この海戦でイタリア人連合軍がサラセン人海賊を下して勝利した。この海戦は、9世紀にティレニア海沿いの南イタリアで行われた戦いの中で記録が残る数少ない事象であり、バチカン宮殿のラファエロの間に保存されている絵画『オスティアの海戦（Battaglia di Ostia）』に描かれていることでも有名である。なお、この海戦はオスティアの戦いと訳出されることもある。